# Austrocynipidae
Austrocynipidae zijn een familie uit de orde van de vliesvleugeligen (Hymenoptera). De familie is endemisch in Australië.

## Taxonomie
De volgende taxa zijn bij de familie ingedeeld:
- Geslacht Austrocynips Riek, 1971
  - Austrocynips mirabilis Riek, 1971